# Aix (Corrèze)
Aix település Franciaországban, Corrèze megyében. Lakosainak száma 367 fő (2022. január 1.). Aix Couffy-sur-Sarsonne, Courteix, Eygurande, Lamazière-Haute, Merlines, Saint-Étienne-aux-Clos, Saint-Fréjoux, Saint-Pardoux-le-Neuf és Ussel községekkel határos.

## Népesség
A település népességének változása:
| Lakosok száma | 431  | 371  | 325  | 371  | 386  | 385  | 392  | 396  | 397  | 367  |
|               | 1968 | 1982 | 1990 | 2006 | 2013 | 2015 | 2017 | 2019 | 2020 | 2022 |